# Chucho Rincón
Jesús Rincón Cárdenas (Ciudad Juárez Chihuahua, 1 de febrero de 1937). Conocido como Chucho Rincón, es un productor, arreglista, guitarrista y autor mexicano. Sus producciones han ganado 5 premios Grammy y 9 premios Grammy latinos. Es Presidente del Instituto Mexicano del Mariachi.

## Reseña biográfica

### Primeros Pasos
Nació en Chihuahua, se crio en Apatzingán, Michoacán, por lo que a Chucho se le conoce como Michoacano.
En sus inicios, fue integrante del Mariachi Apatzinguense. Graduado, en la Ciudad de México, como alumno de canto del Maestro Roberto Stanley Ortega, y de actuación con los maestros Andrés Soler y Fernando Wagner.
Como Director Artístico de Discos Capitol México inauguró el 7 de mayo de 1975 junto con Ringo Starr el edificio de la compañía que actualmente es Universal Music Latin Entertainment en la Ciudad de México.

### Cantante y guitarrista
En 1956 fue primera voz del Trío Los Aguilillas en sucesión de Antonio Maciel. Los Aguilillas, fueron parte de la “época dorada” con presentaciones en cine, radio y televisión, hicieron giras en México y Cuba, y formaron parte de la famosa Caravana Corona. Acompañaban a José Alfredo Jiménez, con quien Chucho entabló gran amistad. Los Aguilillas grabaron tres discos de larga duración en la discográfica Musart.

## Discografía

### Discografía de Chucho Rincón
- 1954.- Mariachi Apatzinguense
- 1956.- Antonio Maciel - Sones Mexicanos
- 1957.- Antonio Maciel - Más Sones Mexicanos
- 1964.- Chucho Rincón - Por Un Amor
- 1965.- Chucho Rincón - Nueva Expresión de la Música Mexicana
- 1965.- Chucho Rincón - Obsesión
- 1966.- Chucho Rincón - Triunfamos
- 1966.- Chucho Rincón con el Mariachi Tenochtitlán
- 1967.- Chucho Rincón con el Mariachi Los Coyotes
- 1968.- Chucho Rincón y el Mariachi Águilas de México de Juan Navarrete
- 1968.- Chucho Rincón - La Guitarra de Chucho Rincón 1968 (instrumental)
- 1969.- Chucho Rincón - La Guitarra de Chucho Rincón (instrumental)

Chucho es el requinto característico de La Rondalla de Saltillo y La Rondalla del Amor de Saltillo, en la discografía de estas dos rondallas grabó ese instrumento. Destacan los discos de la Rondalla del Amor de Saltillo; con Pedro Infante, con Chavela Vargas, y con Joan Sebastian.

### Discografía de Chucho Rincón con Joan Sebastian
- Figueroa (1970)
- Secreto De Amor (2000)
- Lo Dijo El Corazón (2002) (Latin Grammy)
- Que Amarren a Cupido (2004)
- Inventario (2005)
- Más Allá Del Sol (2006) (Latin Grammy)
- No Es De Madera (2007) (Grammy Award)
- Pegadito Al Corazón (2010) (Grammy Award)
- Huevos Rancheros (2011) (Nominación al Latin Grammy)

Vicente Fernández superó los 2 millones de unidades físicas vendidas con “Para Siempre”. Bajo el sello Sony Music México, la coproducción de Joan Sebastian y Chucho Rincón obtuvo el premio Grammy Latino, se convirtió en el álbum de música regional más vendido de la década según la Revista Billboard y tiene las certificaciones -Platino & Oro-, y -Diamante & Oro-, de la Asociación Mexicana de productores de fonogramas y videogramas, AMPROFON.
Para Vicente Fernández también produjo, esta vez con su hijo Fabián Rincón; “Cuando Manda El Corazón”, que además fue tema central de la novela de Televisa "Amor Bravío", Premio TVyNovelas 2013, y nominado a Premios Juventud.
Chico Che y La Crisis, la totalidad de su discografía fue producida por Chucho Rincón. Chucho declara que es su artista más querido, y su proyecto profesional de vida.
Los Socios del Ritmo grabaron 40 discos de larga duración bajo la producción de Chucho Rincón. Fueron el primer grupo mexicano nominado en la historia al Grammy Award con el disco “Y Ahora Conniff”, que obtuvo certificado en ventas de disco triple Platino. "Vamos a Platicar" producido por Chucho es parte de la BSO de "Roma", de Alfonso Cuarón. Chucho Fabián Rincón también colaboraron en la supervisión de la BSO de "Coco" de Pixar y Disney.
En 2009 Diego Verdaguer obtuvo su primera nominación al premio Grammy latino con el álbum “Mexicano Hasta Las Pampas”, coproducción de Chucho con Joan Sebastian. En 2015 produjo “Mexicano Hasta Las Pampas 2”, en coproducción con su hijo Fabián Rincón obteniendo dos nominaciones a la 16 entrega anual del premio Grammy Latino.
En 2014 La Sonora Santanera logró su primer álbum nominado y ganador del premio Grammy Latino de su carrera en 70 años; producción de Chucho y Fabián Rincón. Juntos produjeron además los discos “Perfume de Gardenia, El Musical”, “Grandes Éxitos de las Sonoras con La Más Grande”, y “Grandes Éxitos de las Sonoras Deluxe”, con certificaciones en ventas de Oro, Platino y -Platino & Oro- de AMPROFON. Esta producción ganadora del Grammy Latino se lanzó nuevamente en 2016 bajo el nombre de “Cumbia Sonora”, en conjunto con Ángeles Azules.
En 2016, en coproducción con su hijo Fabián Rincón, obtuvo la nominación a mejor Álbum de Música Tejana en la 17 edición al premio Grammy Latino con “Vulnerable a Ti”, de las artistas veracruzanas Marian y Mariel.
Es el creador del género de “Rondalla con Requinto y Poeta”. La Rondalla de Saltillo, y la Rondalla del Amor de Saltillo, son sus artistas más destacados en ese género en donde su requinto es característico.
Es el creador, con su hijo Fabián, del género "Mariachi Banda". Sustituye la tuba por el guitarrón, los saxores por las trompetas, y violines por clarinetes. Quedando la dotación como sigue: guitarrón, 2 vihuelas, 2 guitarras, 6 violines, 2 a 3 trompetas, sección de trombones (de 2 a 6 elementos), percusión de banda (tarola, timbales, platos, tambora, cencerro, congas). Tras esta fusión, aparecieron juntos Mariachi y Banda con artistas regionales; Mariachi Vargas y la Banda El Recodo juntos, Zarelea Figueroa, hija de Joan Sebastian, Pepe Aguilar.
Se le certifican más de diez millones de discos vendidos de sus producciones. Destacadas; Chavela Vargas con La Rondalla del Amor de Saltillo, La Tropa Loca, Grupo Audaz, Alicia Villareal, Alejandro Fernández (“Tradición”, nominación a la 11 entrega anual al premio Grammy Latino), Olga Breeskin, Pedro Infante con la Rondalla Del Amor de Saltillo, Atahualpa Yupanqui, Rosenda Bernal, José Luis Moreno, Ricardo Ceratto, Luis Enrique, Inma Serrano, Marian y Mariel, y Los Yonic's.
Desde 2010 solo coproduce con su hijo Fabián, al tándem "Chucho y Fabián Rincón" Forbes le denomina como "Leyendas del Género".

### Compositor
La Sociedad de Autores y Compositores de México otorgó a Chucho Rincón dos Preseas SACM. Tiene 200 canciones grabadas.
Chucho Rincón empezó a componer en el año 1962 y los primeros artistas que le grabaron fueron el Dueto Amanecer y el Trío Romántico. Su éxito más destacado es “Quén Pompó”, nombrada por VH1 una de las 100 canciones más importantes de los 80´s. “Quén Pompó” tiene versiones en todos los géneros, en 2004 el grupo de rock mexicano Molotov la incluyó en su álbum “Con Todo Respeto” siendo certificado como Disco de Oro por AMPROFON.
Composiciones destacadas y coautorías: “18 mil 500 veces”, “Señorita Catalina”, “Ya Parará”, “La Crisis”, “Taquito de Ojo”, “El Elefante y la Hormiguita”, “Ahí Viene Chico”, “Fiesta Suavecitos”, “Cuando Él No Está”, “Embriagados”, “El Pañuelito”, "La Estaca", "La Segunda de Capullo y Sorullo". Hizo coautoría con los más grandes como Mario Molina Montes, Dino Ramos, Pedro Favini, Massías, y Mónica Vélez.
Dos veces nominado al premio Latin Grammy como compositor en la categoría a Mejor Canción Regional Mexicana, en la 16 entrega anual con el tema “Para Que Nunca Llores”, interpretado por Diego Verdaguer, y en la 18 entrega anual; con “Sentimiento Emborrachado” interpretado por Santiago Arroyo. Ambas canciones en coautoría con Raúl Jiménez E.

### Editor y Fabián Rincón
Fundó la editora de música Mantram que cuenta con un catálogo de más de 1600 obras grabadas y lanzadas, que actualmente es propiedad del Editor de California Máximo Aguirre y parte del catálogo de 10k obras de MAMP Songs. En 2010 Monitor Latino le hizo homenaje en el acto central de la convención y show de Guadalajara, entregándole Juan Carlos Hidalgo y Joan Sebastian el reconocimiento por 30 años de aportación a la música. La editora Chucho Rincón Publishing, S.A. de C.V. es propiedad de su hijo Fabián Rincón y en ella es autor exclusivo. Fabián es co manager de Bertin Osborne, de Nora González (Zahera), de Los Yonic's, manager exclusivo de Chico Che Chico, Campeche Show, Vicente Fernández Junior, y de Buyuchek y La Abuela (nominado a la 20 entrega anual del Latin Grammy y nuevamente a la 21 entrega), es director de CHR Records, y es el líder del movimiento #ChicoCheManía: programación del asistente virtual para que cante "Alexa Quén Pompó" de AMAZON México y su campaña nacional, y con los artistas El Bebeto, Juan Solo, Lng Sht, Caloncho, OKills, Rebel Cats, Comisario Pantera, Los Claxons, Andy y Lucas, La Adictiva Banda de Maza, y El David Aguilar (nominado a la 19 y 21entrega anual del Latin Grammy).

#### Algunos Autores y Obras del catálogo como Editor
- Roberto Cantoral y Dino Ramos “Yo Lo Comprendo”
- Chico Che (el 100% de sus obras como autor - compositor) destacadas "Macorina", "Me Pasas El Resto", "Soy Campesino".
- Massías “Florecita de Naranjo” y “Embriagados”.
- Antonio Salgado Herrera “De Quén Chón”, y “¿Dónde Te Agarró El Temblor?”.
- Rubén Méndez del Castillo “Zacazonapan” y “El Agente viajero”.
- Mario Rodríguez de Hoyos “La cumbia de Doña Blanca” y “Calabaza y Melón.
- Roberto López Gali “Ni Juana la Cubana”.

## Premios y nominaciones
| Año  | Álbum Nominado                                                      | Premio        | Categoría                        | Resultado |
| 1984 | Y Ahora Conniff : Los Socios del Ritmo                              | Grammy Awards | Best Tropical Álbum              | Nominado  |
| 2007 | Para Siempre : Vicente Fernández                                    | Grammy Latino | Mejor Álbum de Música Ranchera   | Ganador   |
| 2009 | Mexicano Hasta Las Pampas : Diego Verdaguer                         | Grammy Latino | Mejor Álbum de Música Ranchera   | Nominado  |
| 2010 | Pegadito Al Corazón : Joan Sebastian                                | Grammy Awards | Best Regional Mexican Album      | Nominado  |
| 2010 | Dos Mundos Tradición : Alejandro Fernández                          | Grammy Latino | Mejor Álbum de Música Ranchera   | Nominado  |
| 2011 | Huevos Rancheros : Joan Sebastian                                   | Grammy Latino | Mejor Álbum de Música Ranchera   | Nominado  |
| 2014 | Grandes Éxitos de las Sonoras con la Más Grande:La Sonora Santanera | Grammy Latino | Mejor Álbum Tropical Tradicional | Ganador   |
| 2015 | Para Que Nunca Llores : Diego Verdaguer                             | Grammy Latino | Mejor Canción Regional Mexicana  | Nominado  |
| 2015 | Mexicano Hasta Las Pampas II : Diego Verdaguer                      | Grammy Latino | Mejor Álbum de Música Ranchera   | Nominado  |
| 2016 | Vulnerable a Ti : Marian y Mariel                                   | Grammy Latino | Mejor Álbum de Música Tejana     | Nominado  |
| 2017 | Sentimiento Emborrachado : Santiago Arroyo                          | Grammy Latino | Mejor Canción Regional Mexicana  | Nominado  |
| ---- | ------------------------------------------------------------------- | ------------- | -------------------------------- | --------- |